# Dresdner SC
Dresdner SC (celým názvem: Dresdner Sportclub 1898 e. V.) je německý sportovní klub, který sídlí v Drážďanech. Původní klub byl založen v roce 1898. Obnoven byl po znovusjednocení Německa v roce 1990. Fotbalový oddíl od sezóny 2018/19 působí v Kreisoberlize Dresden, osmé německé nejvyšší fotbalové soutěži. Své domácí zápasy odehrává na Heinz-Steyer-Stadionu s kapacitou 4 500 diváků. Klubové barvy jsou červená a černá.
Dresdner má na svém kontě dva německé fotbalové tituly a dvě vítězství v německé fotbalovém poháru (tehdy pod názvem Tschammerpokal). Mimo mužský fotbalový oddíl má sportovní klub i jiné oddíly, mj. oddíl volejbalu, ženského fotbalu a lehké atletiky.

## Historie
Sportovní klub byl založen dne 30. dubna 1898 v drážďanském hotelu Stadt Coblenz. Mezi zakládající členy patřili bývalí členové Dresden English Football Club, prvního fotbalového klubu v Německu a na kontinentální Evropě.
Fotbalový oddíl patřil mezi nejúspěšnější fotbalová mužstva celého středního Německa. Mezi lety 1925–1930 prohrál pouze dvě utkání z devadesáti soutěžních. Do konce války dokázal nasbírat dvanáct regionálních titulů. Na začátku čtyřicátých let se stal hegemonem celého německého fotbalu. Dvakrát zvítězil v Tschammerpokalu (dnešní DFB-Pokal) a třikrát dokráčel do finále německého mistrovství. V něm zvítězil pouze dvakrát a to v sezónách 1942/43 a 1943/44. Klub se tak stal vůbec posledním mistrem Německa v jeho předválečné podobě. Původní klub zaniká těsně po ukončení druhé světové války, poté co byla všechna dřívější sportovní sdružení v sovětské okupační zóně zrušena.
Po ukončení všech válečných útrap přišlo zdecimované město také o největší sportovní organizaci. Z jeho trosek vzniklo spoustu nových organizací a jednot. Ve čtvrti Friedrichstadt, kde sídlila celá původní organizace, byl založen sportovní klub SG Dresden-Friedrichstadt. Ten byl ovšem z politických důvodů zrušen v roce 1950. Většina oddílů pak byla převelena do SG Volkspolizei Dresden (pozdější Dynamo). Dalším z potenciálních nástupců se stal klub SG Dresden-Mickten (pozdější Einheit). Jeho fotbalový oddíl zanikl v roce 1966 po reformaci východoněmeckého fotbalu. Tím byla založena Lokomotive Dresden.
Po znovusjednocení Německa došlo k obnovení Dresdneru SC. Fotbalový oddíl byl znovu založen po fúzi s Lokomotivou. Ostatní oddíly pak přešli z Einheitu (oddíl lehké atletiky).

## Historické názvy
Zdroj: 
- 1898 – Dresdner SC (Dresdner Sportclub)
- 1945 – zánik
- 1990 – obnovena činnost pod názvem Dresdner SC 1898 (Dresdner Sportclub 1898 e. V.)

## Získané trofeje
- Fußballmeisterschaft / Bundesliga ( 2× )[3]
  - 1942/43, 1943/44
- DFB-Pokal ( 2× )
  - 1940, 1941
- Mitteldeutsche Fußballmeisterschaft ( 6× )
  - 1904/05, 1925/26, 1928/29, 1929/30, 1930/31, 1932/33
- Gauliga Sachsen ( 6× )
  - 1933/34, 1938/39, 1939/40, 1940/41, 1942/43, 1943/44

## Umístění v jednotlivých sezonách

### Nacistická éra (1933 – 1945)
Stručný přehled
Zdroj: 
- 1933–1939: Gauliga Sachsen
- 1939–1940: Gauliga Sachsen – sk. 2
- 1940–1944: Gauliga Sachsen

Jednotlivé ročníky
Zdroj: 
Legenda: Z - zápasy, V - výhry, R - remízy, P - porážky, VG - vstřelené góly, OG - obdržené góly, +/- - rozdíl skóre, B - body, červené podbarvení - sestup, zelené podbarvení - postup, fialové podbarvení - reorganizace, změna skupiny či soutěže
| Velkoněmecká říše (1933 – 1944) |                         |        |    |    |   |   |     |    |      |    |        |
| Sezóny                          | Liga                    | Úroveň | Z  | V  | R | P | VG  | OG | +/-  | B  | Pozice |
| 1933/34                         | Gauliga Sachsen         | 1      | 20 | 17 | 0 | 3 | 76  | 21 | +55  | 34 | 1.     |
| 1934/35                         | Gauliga Sachsen         | 1      | 18 | 12 | 2 | 4 | 53  | 18 | +35  | 26 | 2.     |
| 1935/36                         | Gauliga Sachsen         | 1      | 18 | 10 | 5 | 3 | 38  | 17 | +21  | 25 | 2.     |
| 1936/37                         | Gauliga Sachsen         | 1      | 18 | 8  | 4 | 6 | 31  | 27 | +4   | 20 | 4.     |
| 1937/38                         | Gauliga Sachsen         | 1      | 18 | 9  | 5 | 4 | 46  | 26 | +20  | 23 | 4.     |
| 1938/39                         | Gauliga Sachsen         | 1      | 18 | 12 | 2 | 4 | 41  | 19 | +22  | 26 | 1.     |
| 1939/40                         | Gauliga Sachsen – sk. 2 | 1      | 10 | 8  | 2 | 0 | 39  | 9  | +30  | 18 | 1.     |
| 1940/41                         | Gauliga Sachsen         | 1      | 22 | 20 | 2 | 0 | 126 | 22 | +104 | 42 | 1.     |
| 1941/42                         | Gauliga Sachsen         | 1      | 18 | 14 | 0 | 4 | 78  | 33 | +45  | 28 | 2.     |
| 1942/43                         | Gauliga Sachsen         | 1      | 18 | 18 | 0 | 0 | 136 | 14 | +122 | 36 | 1.     |
| 1943/44                         | Gauliga Sachsen         | 1      | 18 | 16 | 0 | 2 | 102 | 17 | +85  | 32 | 1.     |

- 1939/40: Dresdner (vítěz sk. 2) ve finále vyhrál nad Planitzerem (vítěz sk. 1) celkovým poměrem 6:3 (1. zápas – 3:3, 2. zápas – 3:0).

### Éra po obnovení (1990 – )
Stručný přehled
Zdroj: 
- 1990–1991: Bezirksliga Dresden
- 1991–1992: Landesliga Sachsen
- 1992–1994: Fußball-Oberliga Nordost Süd
- 1994–1995: Landesliga Sachsen
- 1995–1998: Fußball-Oberliga Nordost Süd
- 1998–2000: Fußball-Regionalliga Nordost
- 2000–2003: Fußball-Regionalliga Nord
- 2003–2004: Fußball-Oberliga Nordost Süd
- 2004–2006: Landesliga Sachsen
- 2006–2007: Bezirksliga Dresden
- 2007–2011: Bezirksklasse Dresden – sk. 4
- 2011–2012: Stadtoberliga Dresden
- 2012–2014: Bezirksliga Dresden Ost
- 2014–2018: Landesklasse Sachsen Ost
- 2018– : Kreisoberliga Dresden

Jednotlivé ročníky
Zdroj: 
Legenda: Z - zápasy, V - výhry, R - remízy, P - porážky, VG - vstřelené góly, OG - obdržené góly, +/- - rozdíl skóre, B - body, červené podbarvení - sestup, zelené podbarvení - postup, fialové podbarvení - reorganizace, změna skupiny či soutěže
| Východní Německo (1990 – 1991) |                               |        |                                                             |                                                             |                                                             |                                                             |                                                             |                                                             |                                                             |                                                             |        |
| Sezóny                         | Liga                          | Úroveň | Z                                                           | V                                                           | R                                                           | P                                                           | VG                                                          | OG                                                          | +/-                                                         | B                                                           | Pozice |
| 1990/91                        | Bezirksliga Dresden           | 4      | 30                                                          | ...                                                         | ...                                                         | ...                                                         | 101                                                         | 23                                                          | +78                                                         | 53                                                          | 1.     |
| Německo (1991 – )              |                               |        |                                                             |                                                             |                                                             |                                                             |                                                             |                                                             |                                                             |                                                             |        |
| Sezóny                         | Liga                          | Úroveň | Z                                                           | V                                                           | R                                                           | P                                                           | VG                                                          | OG                                                          | +/-                                                         | B                                                           | Pozice |
| 1991/92                        | Landesliga Sachsen            | 4      | 26                                                          | ...                                                         | ...                                                         | ...                                                         | 81                                                          | 20                                                          | +61                                                         | 48                                                          | 1.     |
| 1992/93                        | Fußball-Oberliga Nordost Süd  | 3      | 32                                                          | 7                                                           | 15                                                          | 10                                                          | 36                                                          | 42                                                          | -6                                                          | 29                                                          | 9.     |
| 1993/94                        | Fußball-Oberliga Nordost Süd  | 3      | 30                                                          | 5                                                           | 8                                                           | 17                                                          | 21                                                          | 51                                                          | -30                                                         | 18                                                          | 16.    |
| 1994/95                        | Landesliga Sachsen            | 5      | 26                                                          | ...                                                         | ...                                                         | ...                                                         | 59                                                          | 18                                                          | +41                                                         | 42                                                          | 1.     |
| 1995/96                        | Fußball-Oberliga Nordost Süd  | 4      | 30                                                          | 16                                                          | 6                                                           | 8                                                           | 52                                                          | 29                                                          | +23                                                         | 54                                                          | 4.     |
| 1996/97                        | Fußball-Oberliga Nordost Süd  | 4      | 30                                                          | 18                                                          | 8                                                           | 4                                                           | 58                                                          | 20                                                          | +38                                                         | 62                                                          | 2.     |
| 1997/98                        | Fußball-Oberliga Nordost Süd  | 4      | 30                                                          | 20                                                          | 4                                                           | 6                                                           | 61                                                          | 21                                                          | +40                                                         | 64                                                          | 1.     |
| 1998/99                        | Fußball-Regionalliga Nordost  | 3      | 34                                                          | 9                                                           | 9                                                           | 16                                                          | 31                                                          | 51                                                          | -20                                                         | 36                                                          | 13.    |
| 1999/00                        | Fußball-Regionalliga Nordost  | 3      | 34                                                          | 17                                                          | 9                                                           | 8                                                           | 65                                                          | 30                                                          | +35                                                         | 60                                                          | 2.     |
| 2000/01                        | Fußball-Regionalliga Nord     | 3      | 36                                                          | 13                                                          | 10                                                          | 13                                                          | 38                                                          | 41                                                          | -3                                                          | 49                                                          | 9.     |
| 2001/02                        | Fußball-Regionalliga Nord     | 3      | 34                                                          | 9                                                           | 5                                                           | 20                                                          | 41                                                          | 60                                                          | -19                                                         | 32                                                          | 16.    |
| 2002/03                        | Fußball-Regionalliga Nord     | 3      | 34                                                          | 7                                                           | 8                                                           | 19                                                          | 32                                                          | 58                                                          | -26                                                         | 29                                                          | 18.    |
| 2003/04                        | Fußball-Oberliga Nordost Süd  | 4      | 30                                                          | 3                                                           | 10                                                          | 17                                                          | 26                                                          | 54                                                          | -28                                                         | 19                                                          | 16.    |
| 2004/05                        | Landesliga Sachsen            | 5      | 30                                                          | ...                                                         | ...                                                         | ...                                                         | 28                                                          | 45                                                          | -17                                                         | 30                                                          | 13.    |
| 2005/06                        | Landesliga Sachsen            | 5      | Klub se odhlásil v průběhu sezóny, výsledky byly anulovány. | Klub se odhlásil v průběhu sezóny, výsledky byly anulovány. | Klub se odhlásil v průběhu sezóny, výsledky byly anulovány. | Klub se odhlásil v průběhu sezóny, výsledky byly anulovány. | Klub se odhlásil v průběhu sezóny, výsledky byly anulovány. | Klub se odhlásil v průběhu sezóny, výsledky byly anulovány. | Klub se odhlásil v průběhu sezóny, výsledky byly anulovány. | Klub se odhlásil v průběhu sezóny, výsledky byly anulovány. | 16.    |
| 2006/07                        | Bezirksliga Dresden           | 6      | 26                                                          | ...                                                         | ...                                                         | ...                                                         | 30                                                          | 70                                                          | -40                                                         | 28                                                          | 14.    |
| 2007/08                        | Bezirksklasse Dresden – sk. 4 | 7      | 30                                                          | ...                                                         | ...                                                         | ...                                                         | 64                                                          | 29                                                          | +35                                                         | 57                                                          | 3.     |
| 2008/09                        | Bezirksklasse Dresden – sk. 4 | 8      | 30                                                          | ...                                                         | ...                                                         | ...                                                         | 70                                                          | 30                                                          | +40                                                         | 62                                                          | 3.     |
| 2009/10                        | Bezirksklasse Dresden – sk. 4 | 8      | 30                                                          | ...                                                         | ...                                                         | ...                                                         | 87                                                          | 37                                                          | +50                                                         | 61                                                          | 4.     |
| 2010/11                        | Bezirksklasse Dresden – sk. 4 | 8      | 30                                                          | 19                                                          | 3                                                           | 8                                                           | 82                                                          | 42                                                          | +40                                                         | 60                                                          | 4.     |
| 2011/12                        | Stadtoberliga Dresden         | 8      | 26                                                          | 13                                                          | 9                                                           | 4                                                           | 60                                                          | 39                                                          | +21                                                         | 48                                                          | 2.     |
| 2012/13                        | Bezirksliga Dresden Ost       | 7      | 26                                                          | 8                                                           | 6                                                           | 12                                                          | 44                                                          | 56                                                          | -12                                                         | 30                                                          | 10.    |
| 2013/14                        | Bezirksliga Dresden Ost       | 7      | 26                                                          | 12                                                          | 4                                                           | 10                                                          | 54                                                          | 39                                                          | +15                                                         | 40                                                          | 5.     |
| 2014/15                        | Landesklasse Sachsen Ost      | 7      | 26                                                          | 8                                                           | 4                                                           | 14                                                          | 40                                                          | 39                                                          | +1                                                          | 28                                                          | 10.    |
| 2015/16                        | Landesklasse Sachsen Ost      | 7      | 26                                                          | 7                                                           | 6                                                           | 13                                                          | 45                                                          | 48                                                          | -3                                                          | 27                                                          | 11.    |
| 2016/17                        | Landesklasse Sachsen Ost      | 7      | 24                                                          | 7                                                           | 4                                                           | 13                                                          | 39                                                          | 59                                                          | -20                                                         | 25                                                          | 11.    |
| 2017/18                        | Landesklasse Sachsen Ost      | 7      | 26                                                          | 4                                                           | 3                                                           | 19                                                          | 48                                                          | 90                                                          | -42                                                         | 15                                                          | 14.    |
| 2018/19                        | Kreisoberliga Dresden         | 8      | 26                                                          |                                                             |                                                             |                                                             |                                                             |                                                             |                                                             |                                                             |        |